# Vizzavona
Vizzavona è una località del comune di Vivario, nella provincia dell'Alta Corsica. È posizionata a meridione del centro abitato principale, ad un'altitudine di circa 900 metri. È nel cuore dell'omonima foresta, posta all'interno del Parco naturale regionale della Corsica e nei pressi dell'omonimo valico.